# 辰巳智之
辰巳 智之（たつみ ともゆき、1982年7月6日 - ）は、吉本新喜劇に所属する日本の舞台芸人である。大阪府大阪市出身でよしもとクリエイティブ・エージェンシー所属。大阪府立池島高等学校卒業。

## 来歴・人物
- 大阪NSC第26期生[3]。同期に和牛、藤崎マーケット、かまいたち、天竺鼠、バイク川崎バイクなど。
- 2006年、吉本新喜劇の第2個目金の卵オーディションを受け合格し入団。
- 趣味はアニメ鑑賞。好きなアニメは機動戦士ガンダム、新世紀エヴァンゲリオン、Key作品のアニメ。
- よしもと新喜劇NEXTに頻繁に出演しておりツッコミが下手なことやテンパることが多い。

## ギャグ
- 「子・丑・寅・卯・（手を2回叩く）辰巳です。よろしくお願いします。」
- 「恋は成り行き。僕の名前は智之です。」

## 出演番組
- よしもと新喜劇（毎日放送）